# Oscar Gatto
Oscar Gatto (ur. 1 stycznia 1985 w Montebelluna) – włoski kolarz szosowy.
Największym sukcesem zawodnika jest etapowe zwycięstwo w Giro d’Italia w 2011 roku.

## Najważniejsze osiągnięcia
2005
- 1. miejsce na 6. etapie Giro della Valle d’Aosta

2006
- 1. miejsce na 6. etapie Giro delle Regioni

2007
- 2. miejsce w Paris–Corrèze

2009
- 2. miejsce w Giro di Sardegna
  - 1. miejsce na 3. etapie

2010
- 1. miejsce w Gran Premio Nobili Rubinetterie

2011
- 1. miejsce na 2. etapie Giro della Provincia di Reggio Calabria
- 1. miejsce na 8. etapie Giro d’Italia
- 1. miejsce w Trofeo Matteotti
- 1. miejsce w Giro della Romagna

2012
- 1. miejsce w Giro del Veneto
- 1. miejsce na 3. etapie Giro di Padania
- 3. miejsce w Strade Bianche

2013
- 1. miejsce w Dwars door Vlaanderen
- 3. miejsce w GP Industria & Artigianato di Larciano

2014
- 1. miejsce w Österreich-Rundfahrt

2017
- 1. miejsce na prologu Österreich-Rundfahrt